# Vassar College
El Vassar Collegue és una universitat liberal privada i mixta situada a la ciutat de Poughkeepsie, Nova York, als Estats Units. Fundat el 1861 per Matthew Vassar com una universitat per a dones, va esdevenir mixta 1969. Ofereix graus en més de 50 disciplines amb un currículum flexible.
El campus del Vassar College ocupa unes 400 ha i més de 100 edificis, incloent dos National Historic Landmarks i un National Historic Place. l'estil d'aquests edificis varia entre el gòtic universitari (collegiate gothic) i l'estil internacional, van estar dissenyats en el transcurs de la vida de la universitat per una gamma d'arquitectes prominents, incloent James Renwick Jr., Eero Saarinen, Marcel Breuer, i Cesar Pelli. La biblioteca Thompson Memorial, dissenyada per Francis R. Allen, és una biblioteca dipositària federal. Un arborètum presenta més de 200 espècies d'arbres, una reserva de plantes autòctones i una reserva ecològica de 160 ha. Està en construcció un nou edifici per a les ciències, que segons la planificació estarà completat el 2015.
Per la promoció del 2018 (matriculada a la tardor del 2014), la institució va tenir un índex d'acceptació de 23,5%. El nombre total d'estudiants que assisteixen a la universitat és al voltant 2400.
El College ofereix moltes activitats extracurriculars incloent teatre estudiantil, cor, club d'esports, grups de voluntariat i una companyia de circ.

## Història

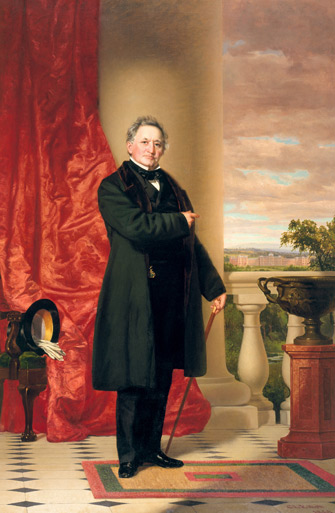
Matthew Vassar

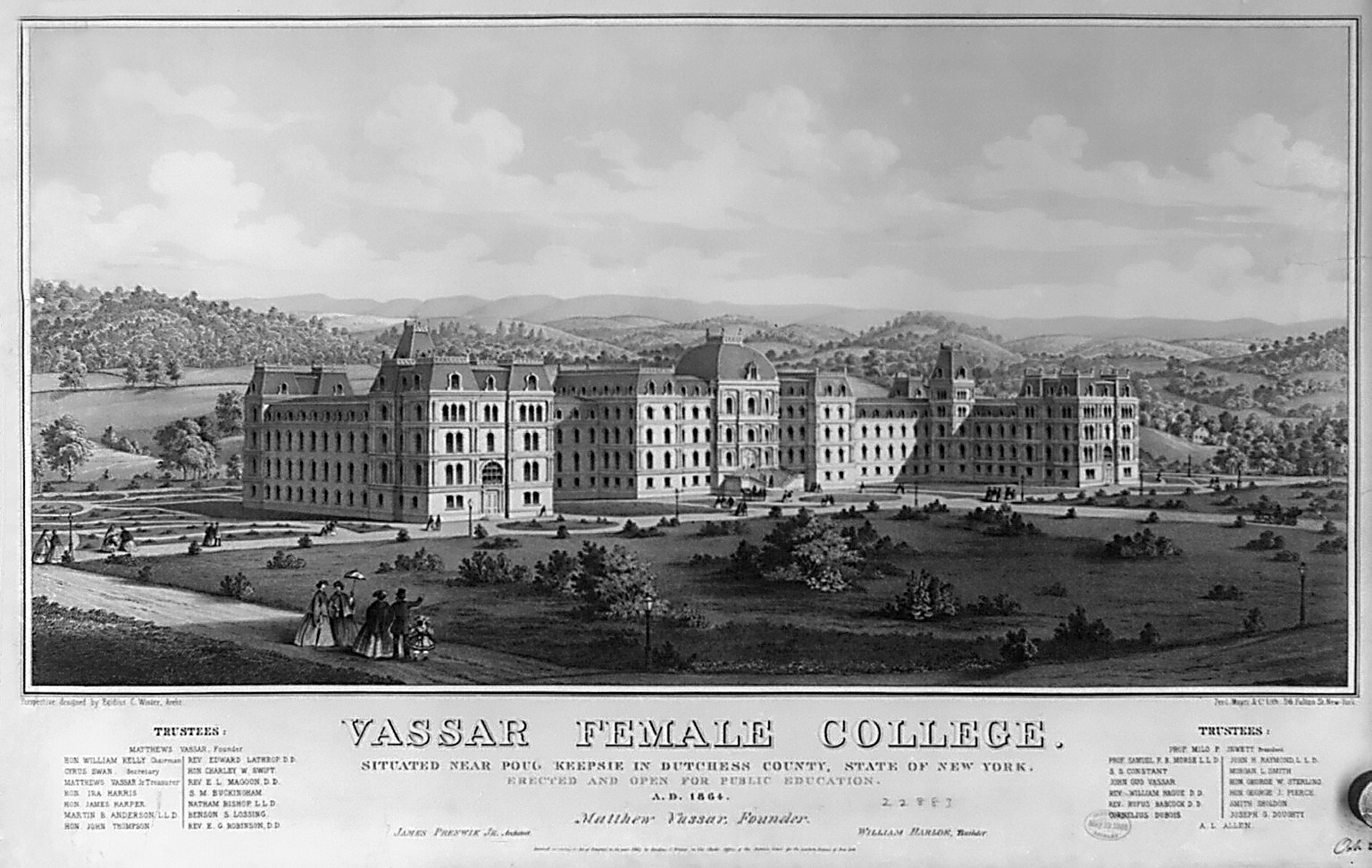
Edifici principal, construït el 1861 per l'arquitecte James Renwick, Jr., va ser l'edifici dels Estats Units amb més espai d'interior fins que es va completar el Capitoli el 1868.

Vassar va ser fundat com a escola per a dones sota el nom de Vassar Female College el 1861. De seguida, el fundador Matthew Vassar va treure la paraula Female del nom, amb la idea que en algun moment es podrien admetre també nois. La universitat va esdevenir mixta finalment l'any 1969.
Vassar va ser la segona de les Seven Sisters (Set Germanes), escoles d'educació superior que anteriorment eren estrictament de dones, i històricament institucions germanes de l' Ivy League (Lliga de l'Heura, d'universitats hiper-prestigioses). La primera persona que va completar els estudis va ser l'astrònoma Maria Mitchell, el 1865.
Encara que Vassar no va adoptar l'educació mixta fins al 1969, tanmateix, immediatament després de la Segona Guerra Mundial, va admetre un nombre molt petit d'estudiants masculins. Com Vassar només podia donar titulacions a dones, als graduats se'ls hi van donar diplomes de la Universitat de l'Estat de Nova York. Aquests van ser restituïts com a títols de Vassar després que l'escola va esdevenir formalment mixta. La decisió formal per esdevenir mixta es va produir després que les seves autoritats van declinar una oferta per fusionar-se amb la Universitat Yale en l'onada de fusions que es van produir entre les universitats masculines de l'Ivy League i les seves corresponents entre les Set Germanes.

En els seus anys primerencs, Vassar va ser associat amb l'elit social protestant. E. Digby Baltzell escriu que "famílies WASP de classe alta van educar els seus nens a universitats com Harvard, Princeton, Yale, i Vassar." Abans d'esdevenir President dels Estats Units, Franklin Delano Roosevelt era un dels seus patrons.
A Vassar hi assisteixen al voltant de 2,450 estudiants, el 98% dels quals viuen al campus.Aproximadament el 60% procedeixen d'instituts públics, i el 40% d'escoles privades (tant laics com religiosos). Vassar té actualment un 56% de dones i un 44% d'homes. El professorat consta de més de 290 membres de facultat, tots amb el grau de doctor o el seu equivalent. La proporció estudiant-professor és 8:1, i la mida d'una classe mitjana és de 17 alumnes.
En els primers cursos la proporció d'estudiants de color és del 32–38% dels matriculants. Els estudiants internacionals, de més de 60 països, són un 8-10% de l'estudiantat. Al maig de 2007, mantenint el seu compromís amb una educació diversa i equitativa, Vassar va retornar a la seva política d'admissions amb la qual els estudiants són admesos per les seves qualitats acadèmiques i personals, sense tenir en consideració el seu estat financer.
La rectora de Vassar Frances D. Fergusson ho va ser per dues dècades i es va retirar en la primavera de 2006, i la va succeir Catharine Bond Hill.